# Cernoy-en-Berry
Cernoy-en-Berry is een gemeente in het Franse departement Loiret (regio Centre-Val de Loire) en telt 439 inwoners (1999). De plaats maakt deel uit van het arrondissement Montargis.

## Geografie
De oppervlakte van Cernoy-en-Berry bedraagt 29,2 km², de bevolkingsdichtheid is 15,0 inwoners per km².
De onderstaande kaart toont de ligging van Cernoy-en-Berry met de belangrijkste infrastructuur en aangrenzende gemeenten.

## Demografie
Onderstaande figuur toont het verloop van het inwonertal (bron: INSEE-tellingen).